# Sure to Fall (in Love with You)
Sure to Fall (in Love with You) è una canzone composta da Carl Perkins, Bill Cantrell e Quinton Claunch.

## La versione originale
La versione originale del brano è stata registrata da Carl Perkins, che canta assieme al fratello Jay, nel dicembre 1955. Sure to Fall doveva essere il singolo successivo a Blue Suede Shoes, ma la Sun Records non lo pubblicò, anche se era stato realizzato un acetato, il quale venne fatto circolare da Sam Phillips in radio locali. Il numero di catalogo preparato era 235, il lato B Tennessee; il codice di matrice del lato A era U 177, mentre quello del retro U 178. Il singolo era stato registrato nello stesso periodo del singolo Blue Suede Shoes/Honey Don't. Le note di copertina dell'album Carl Perkins' Original Sun Greatest Hits riportava che era stato pubblicato un singolo per i soli DJ, con il numero di catalogo 235DJ. La canzone venne inclusa nell'album Dance Album of Carl Perkins ed in un EP con il numero di serie 115. Il singolo Sure to Fall/Tennessee venne pubblicato alla fine degli anni settanta nella ristampa dei singoli del chitarrista e venne incluso anche nella compilation The Complete Sun Singles del 2000.

## La versione dei Beatles
Una prima versione di Sure to Fall dei Beatles è stata registrata il 1º gennaio 1962 nella fallita audizione alla Decca Records. A differenza dei brani Searchin', Three Cool Cats, The Sheik of Araby, Like Dreamers Do ed Hello Little Girl, questa versione non è stata inclusa nel disco Anthology 1, ed è reperibile solo su alcuni bootlegs dei nastri denominati Decca Tapes, come The Complete Silver Beatles, The Silver Beatles Volume 1 o I Saw Her Standing There; data l'inclusione nell'audizione, è probabile che il brano faceva già parte del loro repertorio live.
I Beatles registrarono quattro volte il brano per la BBC. La prima volta venne registrata il 1º giugno 1963 per il programma Pop Go the Beatles; questa versione, trasmessa per la prima volta il 18 giugno, è stata inclusa nell'album Live at the BBC del 1994. Il 3 settembre 1963 venne registrata una nuova versione, nuovamente per Pop Go the Beatles, che venne trasmessa per la prima volta il 24 settembre. Questa versione è stata inclusa sull'album On Air - Live at the BBC Volume 2. Il 31 marzo 1964 registrarono nuovamente la canzone, che venne trasmessa per la prima volta il 4 aprile; questa versione è caratterizzata da un tempo raddoppiato nel bridge. L'ultima volta che venne registrata fu il 1º maggio dello stesso anno; questa versione, con il ponte uguale alla terza versione, è stata trasmessa per la prima volta il 18 maggio.

### Formazione
- Paul McCartney: voce, basso elettrico
- John Lennon: cori, chitarra ritmica
- George Harrison: chitarra solista
- Ringo Starr: batteria[1]

## La versione di Ringo Starr
Ringo Starr ha pubblicato una cover di Sure to Fall nel suo album Stop and Smell the Roses del 1981. La canzone venne prodotta da Paul McCartney, che nel disco aveva contribuito anche scrivendo e producendo i brani Private Property ed Attention. La sua versione del brano è stata inclusa nella raccolta Starr Struck: Best of Ringo Starr, Vol.2, comprendente anche Wrack My Brain, Attention, Private Property e You Belong to Me dallo stesso album.

### Formazione
- Ringo Starr: voce, batteria
- Paul McCartney: cori, basso elettrico, pianoforte, percussioni
- Linda McCartney: cori
- Laurence Juber: chitarre
- Lloyd Green: pedal steel guitar[2]